# 土耳其国铁E4000型电力机车
E4000型电力机车是土耳其共和国国家铁路（TCDD）使用的第一种电力机车，由法国阿尔斯通公司设计制造，于1955年交付土耳其国铁使用，至2000年代初停止使用。
1950年代初，土耳其共和国国家铁路决定在伊斯坦布尔的一段总长约28公里的近郊铁路（錫爾凱吉至哈勒卡伊区段）首先实现电气化和通勤化，电气化改造于1955年完成，土耳其国铁并为此向法国阿尔斯通公司订购了3台E4000型电力机车和18组E8000型电力动车组，电力动车组为近郊通勤列车的主力，而电力机车主要用于取代蒸汽机车牵引长途旅客列车。
E4000型电力机车为交—交流电传动的的电力机车，适用于供电制式为25千伏50赫兹工频单相交流电的电气化铁路，机车主电路较为简单，采用单相整流子牵引电动机、22级调压开关，接触网上的高压交流电经过变压器降低电压后，直接供电给牵引电动机；法国热蒙公司提供主变压器和牵引电动机。